# NGC 869
NGC 869 是位於英仙座的一個疏散星团，距離7,600光年，年齡可能有1,300萬年，它和位於英仙座 OB1星協最西邊的疏散星團NGC 884合稱為雙星團。這兩個星團相距只有數百光年，在物理上有會相互影響。喜帕恰斯是最早記錄下這兩個星團的人，但很可能古人早就已經知道這兩個星團。
這個雙星團是業餘天文學家喜愛的目標，經常會使用小型望遠鏡觀察或拍攝。它很容易找到，以裸眼就可以在英仙座和仙后座之間看見，在冬季的銀河中間就像是一個明亮的光斑。
在小望遠鏡中，這個星團在富含恆星的星野中呈現出美麗的亮星集團。星團中主要的亮星呈現藍色，但有幾顆橙色的恆星夾雜其中，增添了視覺上的感受。
有時稱它為英仙座h，但這個名稱也可能是指附近某一顆較昏暗的恆星。